# 吉岡美晴
吉岡 美晴（よしおか みはる、1998年9月14日 - ）は、日本の元女子バレーボール選手。

## 来歴
大分県大分市出身。2人姉妹の長女。小学3年生のとき、小学校にバレーボール部があったことと、祖母の影響を受けてバレーボールを始めた。
2014年6月26日、2014年度「Project CORE」メンバー8名に選出された。
2014年10月7日、同月10月11〜19日までタイのナコンラチャシマで開催される第10回アジアユース女子バレーボール選手権大会（U-17）の代表に選出。要所で途中出場し、日本代表チームの優勝に貢献。
2015年2月25日、第12回2015全日本ジュニアオールスタードリームマッチに選出され「チームWING」で出場。
2016年7月5日、2016年度の「Team CORE」メンバーに選出。
2017年4月10日、岡山シーガルズ公式サイトにて入団が発表。
2018年5月5日、「第67回黒鷲旗全日本男女選抜バレーボール大会」の大会来場者による投票で選ばれる『あなたが選ぶNEXT6（大会出場チームであなたが選ぶ次代を担う選手）』で12位に選ばれた。
2022年、2021-22シーズン終了をもって現役を引退した。

## 球歴
- 2013年 第27回 全国都道府県対抗中学バレーボール大会
- 2014年 全日本アジアユース代表
- 全日本高校選抜
- 2016年 ProjectCORE女子メンバー

## 受賞歴
- 2013年 第27回 全国都道府県対抗中学バレーボール大会：オリンピック有望選手

## 所属チーム
- 大分市立春日町小学校（春日女子バレーボールクラブ）[1]
- 大分市立王子中学校[1]
- 東九州龍谷高等学校
- 岡山シーガルズ #4（2017-2022年）

## 個人成績
V.LEAGUEの個人成績は下記の通り。
| 大会        | チーム      | 出場     | 出場        | アタック | アタック | アタック | アタック | バックアタック | バックアタック | バックアタック | バックアタック | アタック 決定本数 | ブロック | ブロック       | サーブ | サーブ         | サーブ   | サーブ | サーブ | サーブ   | サーブレシーブ | サーブレシーブ | サーブレシーブ | サーブレシーブ | 総得点      | 総得点      | 総得点   | 総得点      |
| ----------- | ----------- | -------- | ----------- | -------- | -------- | -------- | -------- | -------------- | -------------- | -------------- | -------------- | ----------------- | -------- | -------------- | ------ | -------------- | -------- | ------ | ------ | -------- | -------------- | -------------- | -------------- | -------------- | ----------- | ----------- | -------- | ----------- |
| 大会        | チーム      | 試 合 数 | セ ッ ト 数 | 打 数    | 得 点    | 失 点    | 決 定 率 | 打 数          | 得 点          | 失 点          | 決 定 率       | セ ッ ト 平 均    | 得 点    | セ ッ ト 平 均 | 打 数  | ノ 丨 タ ッ チ | エ 丨 ス | 失 点  | 効 果  | 効 果 率 | 受 数          | 成 功 ・ 優    | 成 功 ・ 良    | 成 功 率       | ア タ ッ ク | ブ ロ ッ ク | サ 丨 ブ | 得 点 合 計 |
| V1 2020-21  | 岡山        | 27       | 88          | 906      | 280      | 35       | 30.9     | 0              | 0              | 0              | -              | 3.18              | 7        | 0.08           | 264    | 1              | 3        | 11     | 45     | 4.7      | 596            | 281            | 119            | 57.1           | 280         | 7           | 4        | 291         |
| V1 2019-20  | 岡山        | 20       | 19          | 99       | 27       | 2        | 27.3     | 1              | 0              | 0              | 0.0            | 1.42              | 1        | 0.05           | 27     | 0              | 0        | 0      | 4      | 3.7      | 37             | 14             | 12             | 54.1           | 27          | 1           | 0        | 28          |
| V1 2018-19  | 岡山        | 14       | 32          | 246      | 66       | 10       | 26.8     | 0              | 0              | 0              | -              | 2.06              | 1        | 0.03           | 58     | 0              | 1        | 1      | 15     | 7.8      | 90             | 38             | 21             | 53.9           | 66          | 1           | 1        | 68          |
| V2 2017-18  | 岡山        | 10       | 19          | 86       | 27       | 4        | 31.4     | 0              | 0              | 0              | -              | 1.42              | 1        | 0.05           | 26     | 0              | 0        | 2      | 9      | 6.7      | 38             | 19             | 11             | 64.5           | 27          | 1           | 0        | 28          |
| 通算：4大会 | 通算：4大会 | 71       | 158         | 1337     | 400      | 51       | 29.9     | 1              | 0              | 0              | 0.0            | 2.53              | 10       | 0.06           | 375    | 1              | 4        | 14     | 73     | 5.3      | 761            | 352            | 163            | 57.0           | 400         | 10          | 5        | 415         |

## 出演

### YouTube
岡山シーガルズ 
- 【2019-20 V.LEAGUE DIVISION1 WOMEN】1月5日（日）岡崎大会　試合後インタビュー【＃4吉岡 美晴選手・＃23前田 明里選手】（2020年01月5日）
- カモメ流ストレッチ道場スペシャル版！#4（2020年4月2日）

 OH!hareTV 
- 今季注目のアタッカー！吉岡美晴が登場！（2021年1月23日）

 OHK公式チャンネル 
- 【月刊全力Live!】シーガルズ新エース候補（2020年11月9日）